# Sebastian Boenisch
Sebastian Boenisch (Gliwice, 1987. február 1.) lengyel labdarúgó.

## Klubkarrierje

### Ifjúsági csapatok
Boenisch a lengyelországi Gliwicében született, ám a németországi Heiligenhaus-ban nőtt fel. Első klubja az itteni 09/12 Heiligenhaus ifjúsági csapata volt, később játszott a Borussia Velbert és a Rot-Weiß Oberhausen korosztályos csapataiban is.

### Schalke 04
2003-ban, a 16 éves Boenisch a patinás Schalke 04 utánpótlás-rendszerébe került. Három évvel később debütálhatott a Schalke első számú csapatában: 2006. február 11-én egy Leverkusen elleni látványos, 7:4-es győzelemmel záruló Bundesliga-mérkőzésen a 84. percben állt be. Négy nappal ezután az UEFA-kupában is szóhoz jutott: az Espanyol ellen kezdőként léphetett pályára. Boenisch a következő szezonban is a felnőtt csapat kerettagja volt, ám játékára csak nagyon ritkán tartottak igényt.

### Werder Bremen
2007-ben, a sorozatos mellőzés miatt a Werder Bremenhez szerződött. A negyedik játéknapon, a Frankfurt ellen debütált új csapatában. Nem sokkal később egy U-válogatott meccsen térdsérülést szenvedett, és csak fél évvel később, februárban állt újra játékba. Március 8-án megszerezte első Bundesliga gólját: egy Stuttgart elleni csúnya vereséggel végződő mérkőzésen (6:3) a 60. percben talált be. Nem sokkal később újra megsérült, ezért ki kellett hagynia a szezon hátralévő részét. A 2008-09-es idényben stabilan a kezdőcsapatban kapott helyet, emellett bemutatkozhatott a Bajnokok Ligájában is. A Panathinaikos elleni csoportmeccsen gólpasszt adott Hugo Almeidának, aki beállította a 2:2-es végeredményt. Csoport harmadikként az UEFA-kupába kerültek át, itt azonban egészen a döntőig meneteltek. Boenisch a Sahtar Doneck elleni vesztes döntőn végig a pályán volt. A Német Kupát viszont sikerült megnyerniük: a Leverkusent győzték le 1:0-ra.
Boenisch következő idényét ugyan több kisebb sérülés tarkította, de egészségesen rendre a kezdőcsapatban kapott helyet. Az Európa-liga selejtező play-off körében megszerezte első nemzetközi gólját, az Aktobe elleni kiütéses siker során ő kezdte meg a gólgyártást. 2010 májusában ismét Német Kupa döntőt játszhatott, ám a csapat ezúttal alulmaradt a Bayern Münchennel szemben.
2010 szeptemberében Boenisch komoly térdsérülést szenvedett, amely miatt a teljes 2010/11-es szezont ki kellett hagynia. 2011 márciusában egy sikeres műtét után már úgy tűnt, hogy sikeresen felgyógyult, de az edzés elkezdése után kiújult sérülése. Az elhúzódó gyógyulási folyamat miatt a következő szezont is rehabilitációval kezdte. Az őszi szezon végére épült fel teljesen, egy-két bemelegítő, a második csapatnál lejátszott mérkőzés után március 24-én tért vissza az élvonalba. A formája azonban messze elmaradt a sérülése előtt látottaktól, ezt profi pályafutása első piros lapja is mutatja, melyet egy Gladbach elleni bajnoki 28. percében kapott. 2012 nyarán lejárt a szerződése a Bremennél, kontraktusát nem hosszabbították meg.

### Bayer Leverkusen
A klub nélkül maradt bal hátvédet előbb a Stuttgart, majd a Stoke City utasította vissza, utóbbinál próbajátékon is volt.

2012 novemberében a bal hátvédjét sérülés miatt elvesztő Bayer Leverkusen adott Boenisch-nek lehetőséget egy hat hónapos - jó szereplés esetén meghosszabbítható - szerződés keretében. Boenisch kitett magáért, jó formát mutatott a szezon hátralevő részében, sőt három gólpassz mellett a Frankfurtnak gólt is lőtt. A meggyőző szezon hároméves kontraktus ért neki. A 2013-14-es idény során általában a kezdőcsapatban kapott helyet. Több veszélyes bal lábas lövése ellenére az idényben lőtt egyetlen gólját jobb lábbal szerezte: a Nürnberg volt a szenvedő fél.
A 2014-15-ös idényben komoly riválist kapott a fiatal Wendell személyében. A hatalmas tehetségnek tartott brazil a kezdeti hibái ellenére is hamar kiszorította a kezdőcsapatból, így Boenisch a szezon nagy részét a cserepadon töltötte. Ugyanez történt a következő idényben is. 2015 októberében a Stuttgart ellen megszerezte utolsó gólját Leverkusen-színekben, majd nyáron szerződése lejártával elhagyta a csapatot.

## Válogatottság
Utánpótlás szinten a német U20-as és U21-es válogatottban is játszott.
2006. november 14-én pályára lépett a német U20-as válogatottban. Egy évre rá az U21-es válogatottban is bemutatkozhatott. Az akkori lengyel szövetségi kapitánytól Leo Beenhakkertől behívót kapott a Görögország elleni mérkőzésre, de végül nem állította be. Ezután Boenisch kijelentette, hogy nem szeretne a lengyel válogatottban szerepelni és a német U21-es válogatottal készül a 2009-es U21-es labdarúgó-Európa-bajnokságra, amit sikerült is megnyerniük.
2009 novemberében Franciszek Smuda felvetette, hogy mi lenne, ha Boenisch mégis a lengyel válogatottat választaná felnőtt szinten. Boenisch végül rábólintott és 2010. szeptember 4-én Ukrajna ellen bemutatkozott a nemzeti együttesben.
Az Európa-bajnoki keretszűkítést követően a szövetségi kapitány Franciszek Smuda nevezte őt a 2012-es Eb-re készülő 23 fős keretébe. Az Eb egyik házigazdájának számító lengyelek az oroszokkal, a görögökkel és a csehekkel kerültek egy csoportba. Boenisch mindhárom csoportmecset végigjátszotta, ám a lengyelek, mindössze két pontot szerezve, csoport-utolsóként nem jutottak be az egyenes kieséses szakaszba.

## Sikerei, díjai
- Werder Bremen
  - Bundesliga ezüstérmes: 2007–08
  - UEFA-kupa döntős: 2008–09
  - DFB Pokal: 2008–09
  - DFB Pokal döntős: 2009–10
- Németország U21
  - U21-es Európa-bajnok : 2009